# NGC 4977
NGC 4977 ist eine 13,8 mag helle Spiralgalaxie vom Hubble-Typ Sb mit aktivem Galaxienkern im Sternbild Großer Bär am Nordsternhimmel. Sie ist schätzungsweise 377 Millionen Lichtjahre von der Milchstraße entfernt und hat einen Durchmesser von etwa 220.000 Lichtjahren.

Im selben Himmelsareal befindet sich u. a. die Galaxie NGC 4964.
Das Objekt wurde am 14. April 1789 von Wilhelm Herschel mit einem 18,7-Zoll-Spiegelteleskop entdeckt, der sie dabei mit „cF, S“ beschrieb.